# Joan Pormanove
Jean Pormanove, sovint abreujat com a JP (Woippy, 26 de gener de 1979 - Mosel·la, 18 d'agost de 2025), és un streamer, videògraf i influenciador francès.
La seva mort violenta i humiliant va provocar nombroses reaccions als mitjans de comunicació i a la política francesa.

## Biografia

### Infància
Raphaël Graven ([ʁafaɛl ɡʁavɛn]) va néixer el 26 de gener de 1979 a Woippy, a Mosel·la.

### Carrera professional a Internet
El març de 2020 va adoptar el pseudònim Jean Pormanove i va començar a TikTok, creant vídeos humorístics i de videojocs (sobretot al voltant de jocs com GTA V, FIFA, o Fortnite), formant amb un altre streamer TheKairi78 un duet que ràpidament reuniria uns 550.000 subscriptors.
A Twitch, les seves sessions on només conversava les seguien uns 669.000 subscriptors sumant uns 35 milions de visualitzacions.
El seu univers es caracteritza per un to explosiu, poc convencional i interactiu, interromput per moments de ràbia calculada, reptes absurds i una forta proximitat a la seva comunitat.
Tanmateix, també va rebre crítiques, sobretot a través de contingut controvertit escenificat (provocacions, humiliacions, reaccions escandaloses), i era objecte de disputes en fòrums com ara Jeuxvideo.
També participava en esdeveniments com la Setmana dels Jocs de París 2022.
El 2023, es va traslladar a la plataforma Kick on gaudia de menys regulació de continguts, i es va convertir en el streamer francès amb més espectadors a la plataforma.

### Mort

#### Circumstàncies
El 2024, una investigacióde Mediapart va denunciar un "negoci d'abús" organitzat al canal Jeanpormanove de la plataforma Kick. Les quatre persones que hi apareixen amb més freqüència eren Naruto, Safine, JP i Coudoux. Persones vulnerables, generalment JP i Coudoux — un home discapacitat sota tutela —, estaven exposats a humiliacions per part de Naruto i Safine per generar ingressos i audiència. Veient-s'hi cops, humiliacions psicològiques o físiques, llançaments de pintura i aigua, i estrangulacions.
El gener de 2025, la fiscalia de Niça va obrir una investigació contra diversos streamers propers a Owen Cenazandotti (àlies "Naruto") i Safine Hamadi (àlies "Safine"), per sospita de violència intencionada en un grup contra persones vulnerables, posada en perill i difusió d'imatges violentes.
Poc abans de la seva mort, va escriure un missatge a la seva mare, declarant que estava captiu pels seus socis i desitjant abandonar aquest lloc que segons les seves paraules era «concepte de merda».

#### Esdeveniment
Raphaël Graven va morir la nit del 17 al 18 d'agost de 2025 als 46 anys, durant una transmissió en directe a la plataforma Kick.
Poc abans de la seva mort, va patir dificultats respiratòries. Un donant va alertar un dels participants, Owen Cenazandotti, que Jean Pormanove semblava estar en estat crític i que ja no mostrava cap signe de vida. La transmissió en directe es va interrompre immediatament després que es va constatar la gravetat de la situació.
Unes hores més tard, Cenazandotti va confirmar públicament la mort de Jean Pormanove a les seves xarxes socials. Va expressar la seva tristesa i va retre homenatge al streamer.

#### Reaccions
La fiscalia de Niça indicà que no s'havien detectat elements sospitosos en la investigació. La causa de la seva mort era actualment desconeguda, i estava prevista una autòpsia.
A la comunitat francesa de streaming, la seva sobtada desaparició va provocar una onada de reaccions, plantejant interrogants sobre la salut mental dels creadors de contingut i els possibles excessos d'un sector en auge. La plataforma de streaming Kick va vetar tots els socis de Jean Pormanove.
La ministra delegada d'Intel·ligència Artificial i Afers Digitals, Clara Chappaz, va reaccionar a la xarxa social X descrivint l'incident com a "horror absolut". Va especificar que havia contactat amb Arcom i havia fet un informe sobre Pharos, el portal per a la lluita contra el contingut il·legal en línia, i havia contactat amb els gestors de la plataforma Kick per obtenir explicacions, recordant que la responsabilitat de les plataformes per la difusió de contingut il·legal "no era una opció" sinó complir "amb la llei". Tanmateix, Mediapart qüestionà la ministra, perquè no havia reaccionat el 2024, amb motiu d'un article de periodistes que intentaven donar l'alarma sobre el cas d'abusos cap al streamer. La investigació oberta pels tribunals al desembre tampoc va impedir que els abusos continuessin.
El diari francès L'Humanité emfatitzà que el cas reflectia: «una retòrica masclista, per tal de justificar aquesta violència constant».